# Camille Laus
Camille Laus (* 23. května 1993, Tournai) je belgická atletka.

## Život
Při Mistrovství světa v atletice v roce 2019 se účastnila běhu na 400 metrů. Je belgickou šampionkou na domácím sálovém běhu v letech 2018 a 2020.

## Galerie

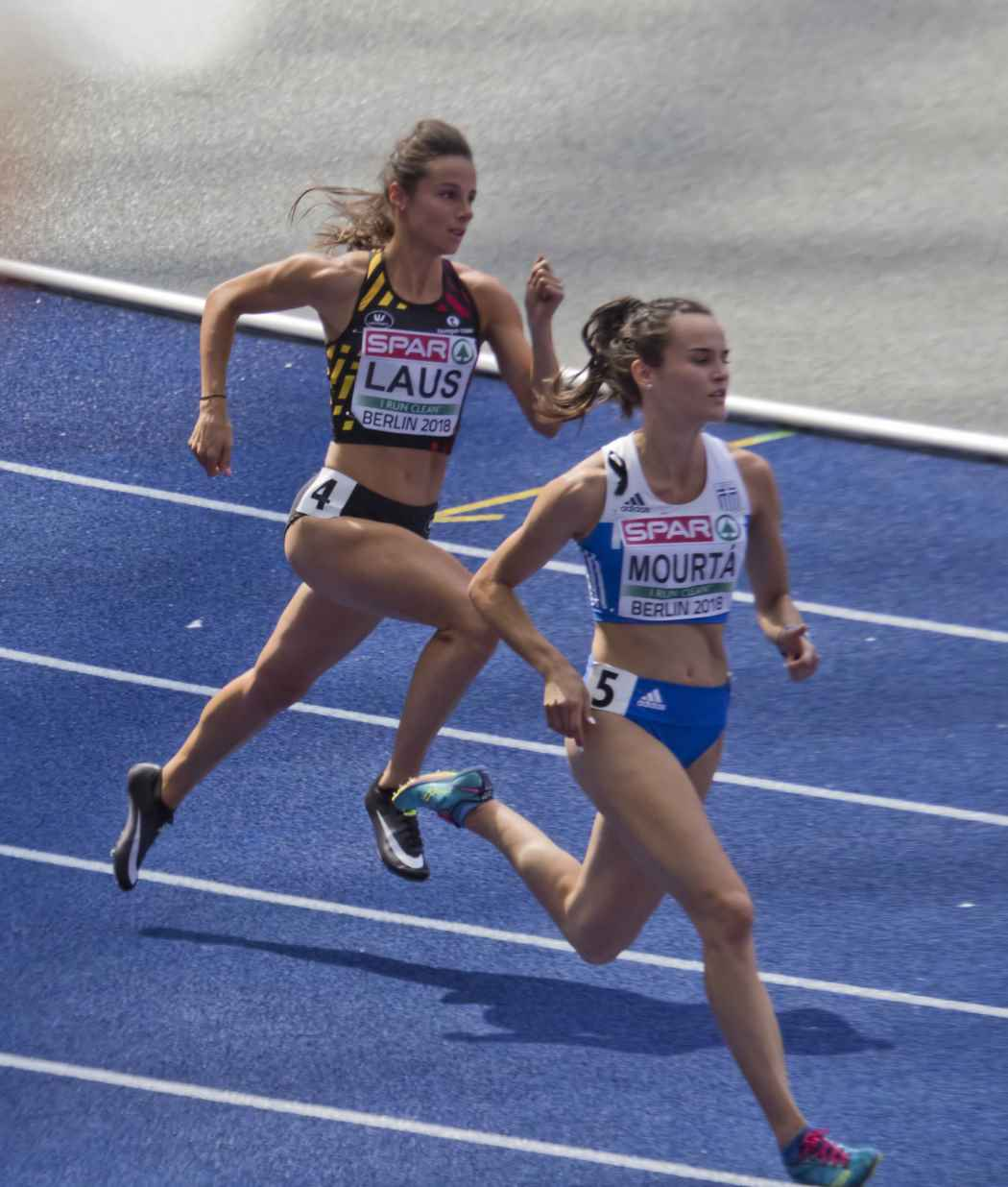
Camille Laus v r. 2018
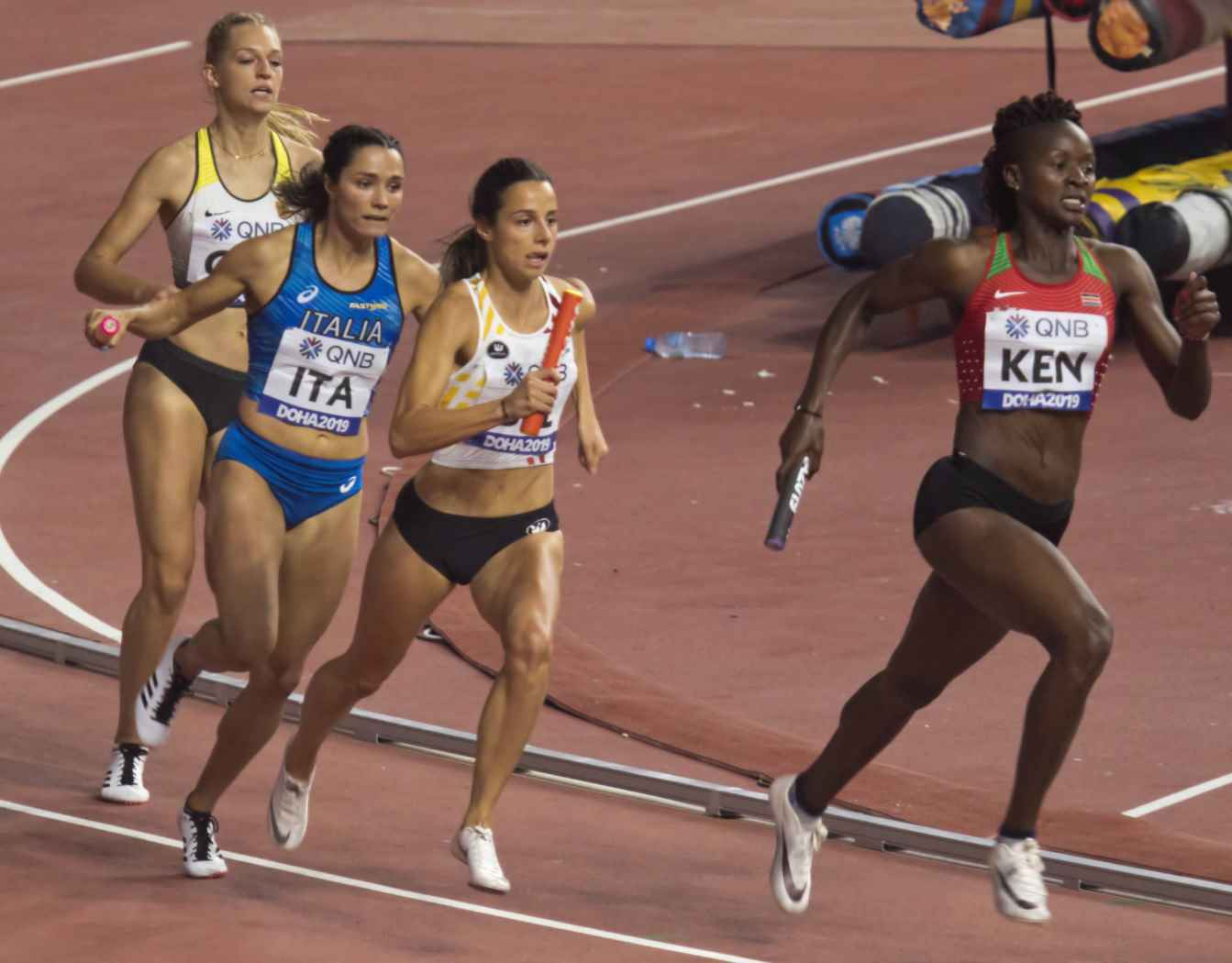
Camille Laus v r. 2019
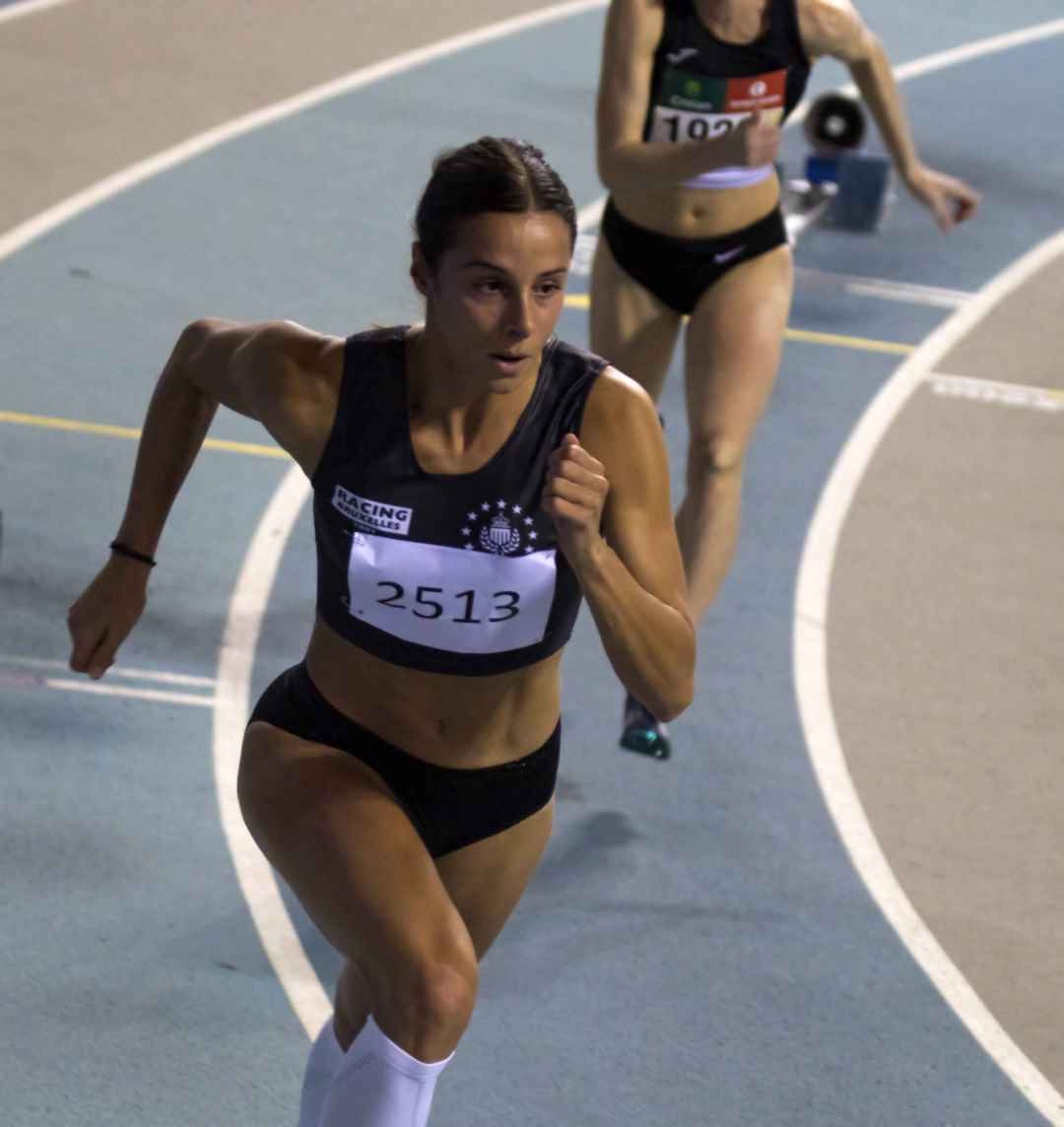
Camille Laus v r. 2020
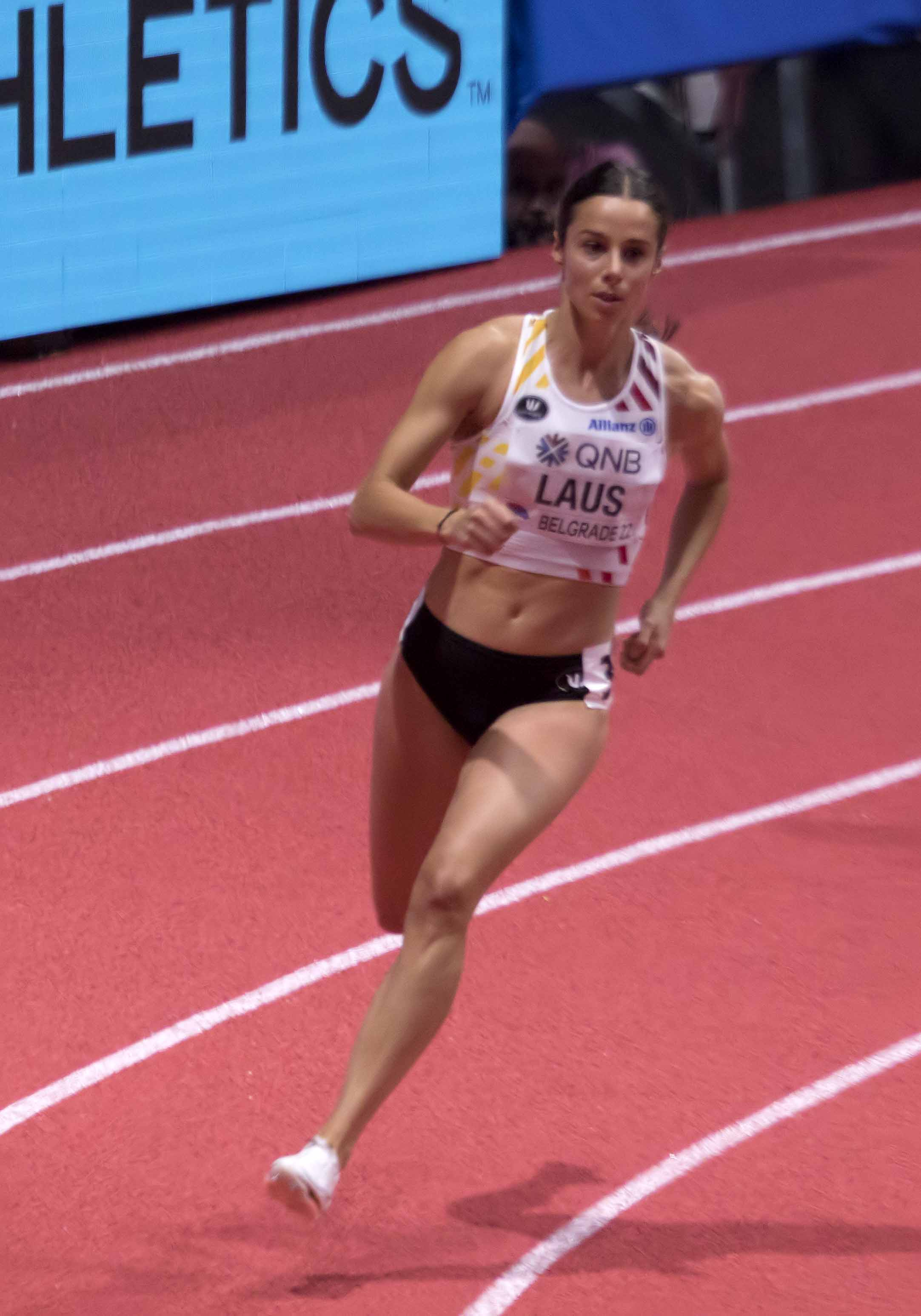
Camille Laus v r. 2022